# Dog Eat Dog (hudební skupina)
Dog Eat Dog je americká hudební skupina, která vznikla v roce 1990 v Bergen County v New Jersey. Skupinou prošlo větší množství hudebníků, vedle typických nástrojů pro hardcoreové skupiny měla ve své sestavě také saxofonistu. Své první album nazvané All Boro Kings kapela vydala roku 1994 na značce Roadrunner Records. Stejné vydavatelství vydalo i další dvě alba: Play Games (1996) a Amped (1999). V roce 2006 vyšlo u vydavatelství Wanted Records čtvrté album Walk with Me.